# Плавання на Чемпіонаті Європи з водних видів спорту 2022 — 400 метрів комплексом (чоловіки)
Змагання з плавання на дистанції 400 метрів комплексом серед чоловіків на Чемпіонаті Європи з водних видів спорту 2022 відбулися 11 серпня (попередні запливи і фінал).

## Рекорди
На момент проведення змагань рекорди були такими:
|                           | Спортсмен   | Країна   | Час     | Місто     | Дата            |
| ------------------------- | ----------- | -------- | ------- | --------- | --------------- |
| Світовий рекорд           | Майкл Фелпс | США      | 4:03.84 | Пекін     | 10 серпня 2008  |
| Рекорд Європи             | Леон Маршан | Франція  | 4:04.28 | Будапешт  | 18 червня 2022  |
| Рекорд чемпіонатів Європи | Ласло Чех   | Угорщина | 4:09.59 | Ейндховен | 24 березня 2008 |

## Результати

### Попередні запливи[3]
| Місце | Доріжка | Спортсмен | Країна                | Час             | Примітки |     |
| ----- | ------- | --------- | --------------------- | --------------- | -------- | --- |
| 1     | 2       | 4         | Давид Веррасто        | Угорщина        | 4:15.52  | Q   |
| 2     | 2       | 5         | Хоан Льюїс Понс       | Іспанія         | 4:16.17  | Q   |
| 3     | 1       | 4         | Альберто Радзетті     | Італія          | 4:17.21  | Q   |
| 4     | 2       | 3         | Хуберт Кош            | Угорщина        | 4:17.22  | Q   |
| 5     | 1       | 5         | П'єр Андреа Маттеацці | Італія          | 4:17.36  | Q   |
| 6     | 2       | 1         | Томас Янсен           | Нідерланди      | 4:18.43  | Q   |
| 7     | 2       | 6         | Еміліен Маттенет      | Франція         | 4:19.20  | Q   |
| 8     | 1       | 6         | Ріхард Надь           | Словаччина      | 4:19.75  | Q   |
| 9     | 1       | 7         | Данііл Гіортзідіс     | Греція          | 4:19.97  |     |
| 10    | 2       | 8         | Йон Йонтведт          | Норвегія        | 4:20.40  |     |
| 11    | 1       | 3         | Броді Вільямс         | Велика Британія | 4:20.55  |     |
| 12    | 1       | 1         | Маріус Тоскан         | Швейцарія       | 4:20.87  |     |
| 13    | 1       | 2         | Ейтан Бен Шітріт      | Ізраїль         | 4:21.22  |     |
| 14    | 2       | 2         | Маріус Зобел          | Німеччина       | 4:22.32  |     |
| 15    | 1       | 8         | Кшиштоф Хмелевський   | Польща          | 4:24.78  |     |
| 16    | 2       | 7         | Анже Ферш Ержен       | Словенія        | 4:26.10  |     |
| 17    | 2       | 0         | Вілліам Лулек         | Швеція          | 4:26.15  |     |
| 18    | 2       | 9         | Францішек Яблчнік     | Словаччина      | 4:26.32  |     |
| 19    | 1       | 0         | Ліам Кастер           | Ірландія        | 4:31.43  |     |
| 20    | 1       | 9         | Жуліан Лавданіті      | Албанія         | DNS      | DNS |

### Фінал[4]
| Місце | Доріжка | Спортсмен             | Країна     | Час     | Примітки |
| ----- | ------- | --------------------- | ---------- | ------- | -------- |
| 1     | 3       | Альберто Радзетті     | Італія     | 4:10.60 |          |
| 2     | 4       | Давид Веррасто        | Угорщина   | 4:12.58 |          |
| 3     | 2       | П'єр Андреа Маттеацці | Італія     | 4:13.29 |          |
| 4     | 6       | Хуберт Кош            | Угорщина   | 4:13.77 |          |
| 5     | 5       | Хоан Льюїс Понс       | Іспанія    | 4:14.31 |          |
| 6     | 7       | Томас Янсен           | Нідерланди | 4:18.42 |          |
| 7     | 1       | Еміліен Маттенет      | Франція    | 4:19.36 |          |
| 8     | 8       | Ріхард Надь           | Словаччина | 4:22.98 |          |